# Tomas Roslin
Tomas Roslin, född 6 december 1969 i Åbo i Finland, är en svensk-finsk ekolog, aktiv som professor i insektsekologi vid Institutionen för ekologi inom Sveriges lantbruksuniversitet i Uppsala. Till sitt ursprung är Roslin finlandssvensk. I sin forskning inriktar han sig främst på samspelet mellan olika arter i naturen, speciellt på större nätverk av ekologiska interaktioner (inklusive näringsvävar), deras struktur och funktion .

## Akademisk karriär
Tomas Roslin tog studenten vid Gymnasiet Lärkan år 1988. Filosofie magister blev han 1994 vid Helsingfors universitet. Där disputerade han också för graden filosofie doktor år 1999. I sin doktorsavhandling, handledd av akademiprofessor Ilkka Hanski, utredde Roslin samhällsekologin hos dyngbaggar och hur förändringar i lantbruket återspeglade sig i en tillbakgång hos dessa arter.. Hans senare forskningsobjekt omfattar bl.a. ekar (Quercus robur) och deras insekter, samt arktiska arter.
Efter sin disputation har Roslin verkat som postdok vid University of Alberta i Kanada och som forskare och gruppledare inom Forskningsgruppen för metapopulationsbiologi vid Helsingfors universitet. Åren 2005–2010 verkade han som akademiforskare med finansiering av Finlands Akademi och åren 2010–2015 som universitetslektor i agroekologi. År 2005 erhöll Roslin ett pris av Finlands Akademi för sin forskning, speciellt för sin användning av medborgarforskning för att skapa en bred kontaktyta mot samhället. 
Sedan år 2015 har Roslin fungerat som fakultetsprofessor i insektsekologi vid Sveriges lantbruksuniversitet. Hans nuvarande forskargrupp omfattar parallella team i Helsingfors och Uppsala.

## Ekologiska interaktionsvävar som forskningsobjekt
I naturen vävs arterna samman till nätverk av biotiska interaktioner. Den kanske kändaste av dessa är antagonistiska predator–byte-relationer , som knyter ihop arterna till näringskedjor och näringsvävar. På samma sätt kan artpar förenas av mutualistiska interaktioner som gynnar båda arterna (såsom växelverkan mellan växter och pollinatörer, av konkurrens mellan arterna osv.).  Roslin har utrett hur olika typer av interaktioner förenar arterna till s.k. metanätverk, hur dessa övergripande nätverk är strukturerade, hur de utvecklas och fungerar, och hur de påverkas av olika miljöförändringar. Som sina studieobjekt har han ofta använt ekosystem i Arktis, speciellt i de nordöstra delarna av Grönland. I de här nordliga ekosystemen underlättar den lokala artfattigdomen arbetet med att utreda interaktionerna arterna emellan. För att observera och mäta växelverkan mellan arterna har Roslin ofta förlitat sig på DNA-baserade metoder. Av speciell betydelse är Roslins forskning för att förstå hur olika miljöförändringrar – och speciellt klimatförändringen – påverkar organismsamhällenas struktur och funktion världen över. 